# Marele Premiu al Franței din 2018
Marele Premiu al Franței din 2018 (cunoscut oficial ca Formula 1 Pirelli Grand Prix de France 2018) a fost o cursă auto de Formula 1 ce s-a desfășurat pe 24 iunie 2018 pe Circuitul Paul Ricard din Le Castellet, Franța. Cursa a fost cea de-a opta etapă a Campionatului Mondial de Formula 1 din 2018 și a fost pentru prima oară când Marele Premiu al Franței a revenit în calendarul Formulei 1, după cursa din 2008.
Pilotul Ferrari Sebastian Vettel a pornit în cursă având avans de un punct în fața lui Lewis Hamilton, în timp ce în clasamentul constructorilor, Mercedes avea 17 de puncte în fața celor de la Ferrari.

## Calificări
Calificările au avut loc pe 23 iunie 2018, începând cu ora locală 16:00 CEST (UTC+2), ora 17:00 EEST.
| Poz.                  | Nr. | Pilot             | Constructor               | Timpi calificări | Timpi calificări | Timpi calificări | Grila finală |
| Poz.                  | Nr. | Pilot             | Constructor               | Q1               | Q2               | Q3               | Grila finală |
| --------------------- | --- | ----------------- | ------------------------- | ---------------- | ---------------- | ---------------- | ------------ |
| 1                     | 44  | Lewis Hamilton    | Mercedes                  | 1:31,271         | 1:30,645         | 1:30,029         | 1            |
| 2                     | 77  | Valtteri Bottas   | Mercedes                  | 1:31,776         | 1:31,227         | 1:30,147         | 2            |
| 3                     | 5   | Sebastian Vettel  | Ferrari                   | 1:31,820         | 1:30,751         | 1:30,400         | 3            |
| 4                     | 33  | Max Verstappen    | Red Bull Racing-TAG Heuer | 1:31,531         | 1:30,818         | 1:30,705         | 4            |
| 5                     | 3   | Daniel Ricciardo  | Red Bull Racing-TAG Heuer | 1:31,910         | 1:31,538         | 1:30,895         | 5            |
| 6                     | 7   | Kimi Räikkönen    | Ferrari                   | 1:31,567         | 1:30,772         | 1:31,057         | 6            |
| 7                     | 55  | Carlos Sainz Jr.  | Renault                   | 1:32,394         | 1:32,016         | 1:32,126         | 7            |
| 8                     | 16  | Charles Leclerc   | Sauber-Ferrari            | 1:32,538         | 1:32,055         | 1:32,635         | 8            |
| 9                     | 20  | Kevin Magnussen   | Haas-Ferrari              | 1:32,169         | 1:31,510         | 1:32,635         | 9            |
| 10                    | 8   | Romain Grosjean   | Haas-Ferrari              | 1:32,083         | 1:31,472         | Fără timp        | 10           |
| 11                    | 31  | Esteban Ocon      | Force India-Mercedes      | 1:32,786         | 1:32,075         |                  | 11           |
| 12                    | 27  | Nico Hülkenberg   | Renault                   | 1:32,949         | 1:32,115         |                  | 12           |
| 13                    | 11  | Sergio Pérez      | Force India-Mercedes      | 1:32,692         | 1:32,454         |                  | 13           |
| 14                    | 10  | Pierre Gasly      | Scuderia Toro Rosso-Honda | 1:32,447         | 1:32,460         |                  | 14           |
| 15                    | 9   | Marcus Ericsson   | Sauber-Ferrari            | 1:32,804         | 1:32,820         |                  | 15           |
| 16                    | 14  | Fernando Alonso   | McLaren-Renault           | 1:32,976         |                  |                  | 16           |
| 17                    | 28  | Brendon Hartley   | Scuderia Toro Rosso-Honda | 1:33,025         |                  |                  | 20           |
| 18                    | 2   | Stoffel Vandoorne | McLaren-Renault           | 1:33,162         |                  |                  | 17           |
| 19                    | 35  | Serghéi Sirótkin  | Williams-Mercedes         | 1:33,636         |                  |                  | 18           |
| 20                    | 18  | Lance Stroll      | Williams-Mercedes         | 1:33,729         |                  |                  | 19           |
| Regula 107%: 1:37,659 |     |                   |                           |                  |                  |                  |              |
| Sursa:                |     |                   |                           |                  |                  |                  |              |

Note
- ^1 – Brendon Hartley a primit o penalizare de 35 de locuri pe grila de start pentru că a depășit numărul maxim de componente la motor.

## Cursa
Cursa a avut loc pe 24 iunie 2018, începând cu ora locală 16:00 CEST (UTC+2), ora 17:00 EEST, și a durat 53 de tururi.
| Poz.   | Nr. | Pilot             | Constructor               | Tururi | Timp/Retras | Grilă | Puncte |
| ------ | --- | ----------------- | ------------------------- | ------ | ----------- | ----- | ------ |
| 1      | 44  | Lewis Hamilton    | Mercedes                  | 53     | 1:30:11,385 | 1     | 25     |
| 2      | 33  | Max Verstappen    | Red Bull Racing-TAG Heuer | 53     | +7,090      | 4     | 18     |
| 3      | 7   | Kimi Räikkönen    | Ferrari                   | 53     | +25,888     | 6     | 15     |
| 4      | 3   | Daniel Ricciardo  | Red Bull Racing-TAG Heuer | 53     | +34,736     | 5     | 12     |
| 5      | 5   | Sebastian Vettel  | Ferrari                   | 53     | +1:01,935   | 3     | 10     |
| 6      | 20  | Kevin Magnussen   | Haas-Ferrari              | 53     | +1:19,364   | 9     | 8      |
| 7      | 77  | Valtteri Bottas   | Mercedes                  | 53     | +1:20,632   | 2     | 6      |
| 8      | 55  | Carlos Sainz Jr.  | Renault                   | 53     | +1:27,184   | 7     | 4      |
| 9      | 27  | Nico Hülkenberg   | Renault                   | 53     | +1:31,989   | 12    | 2      |
| 10     | 16  | Charles Leclerc   | Sauber-Ferrari            | 53     | +1:33,873   | 8     | 1      |
| 11     | 8   | Romain Grosjean   | Haas-Ferrari              | 52     | +1 tur      | 10    |        |
| 12     | 2   | Stoffel Vandoorne | McLaren-Renault           | 52     | +1 tur      | 17    |        |
| 13     | 9   | Marcus Ericsson   | Sauber-Ferrari            | 52     | +1 tur      | 15    |        |
| 14     | 28  | Brendon Hartley   | Scuderia Toro Rosso-Honda | 52     | +1 tur      | 20    |        |
| 15     | 35  | Serghéi Sirótkin  | Williams-Mercedes         | 52     | +1 tur      | 18    |        |
| 16     | 14  | Fernando Alonso   | McLaren-Renault           | 50     | Suspensie   | 16    |        |
| 17     | 18  | Lance Stroll      | Williams-Mercedes         | 48     | Perforare   | 19    |        |
| Ab     | 11  | Sergio Pérez      | Force India-Mercedes      | 27     | Motor       | 13    |        |
| Ab     | 31  | Esteban Ocon      | Force India-Mercedes      | 0      | Accident    | 11    |        |
| Ab     | 10  | Pierre Gasly      | Scuderia Toro Rosso-Honda | 0      | Accident    | 14    |        |
| Sursa: |     |                   |                           |        |             |       |        |

Note
- ^1 – Lui Serghéi Sirótkin i s-au adăugat 5 secunde la timpul din cursă pentru că a condus foarte încet în spatele Safety Car, deși nu era nevoie.
- ^2 – Fernando Alonso și Lance Stroll nu au terminat cursa, dar au fost incluși în clasament pentru că au parcurs mai mult de 90% din distanța cursei.

## Clasamentele campionatelor după cursă
|   | Poz. | Pilot            | Puncte |
| - | ---- | ---------------- | ------ |
| 1 | 1    | Lewis Hamilton   | 145    |
| 1 | 2    | Sebastian Vettel | 131    |
| 1 | 3    | Daniel Ricciardo | 96     |
| 1 | 4    | Valtteri Bottas  | 92     |
|   | 5    | Kimi Räikkönen   | 83     |

|  | Poz. | Constructor               | Puncte |
|  | ---- | ------------------------- | ------ |
|  | 1    | Mercedes                  | 237    |
|  | 2    | Ferrari                   | 214    |
|  | 3    | Red Bull Racing-TAG Heuer | 164    |
|  | 4    | Renault                   | 62     |
|  | 5    | McLaren-Renault           | 40     |